# Andrej Pistotnik
Andrej Pistotnik, slovenski veslač, * 17. november 1987.
Pistotnik vesla za VK Koper, nastopil pa je na Svetovnem prvenstvu v veslanju do 23 let 2008, kjer je veslal v enojcu. V dvojnem četvercu je na Mladinskem svetovnem prvenstvu v veslanju 2005 osvojil 4. mesto.